# 蟠龙镇 (宝鸡市)
蟠龙镇是中国陕西省宝鸡市金台区下辖的一个乡镇。

## 行政区划
蟠龙镇共辖以下地区 ：
南皋村、底店坪村、东升村、小村、东壕村、冯家崖村、陈仓村、晓光村、小韩村、南社村、北社村、蟠龙山村、张家窑村、西营村、大槐树村、阎家村、索家村、坡头村、车家寺村、鲁家村、韩家村、宋家村、塔寺头村、钟楼寺村、新庄村。
截止2023年下辖18个村:
南皋村、底店坪村、东升村、小村、东壕村、冯家崖村、晓光村、小韩村、北社村、南社村、蟠龙山村、西营村、大槐树村、索家村、车家寺村、韩家村、塔寺头村、钟楼寺村